# A Haza Sólymai (folyóirat)
A Haza Sólymai a Román Pionírszervezet által kiadott, óvodásoknak és kisiskolásoknak szánt gyermeklap, mely 1980. januárja és 1989. decembere között jelent meg havonta, 16 négyszínnyomásos oldalon.

## Története
Az 1970-es évek végéig Romániában az óvodásoknak szánt gyermeklap a román nyelvű Arici Pogonici volt. Az 1977-es pártgyűlésen Nicolae Ceaușescu megerősítette, hogy a gyereklap új neve Șoimii Patriei (A Haza Sólymai) lesz, lényegesen komolyabb tartalommal. Maga A Haza Sólymai szervezet a 4-7 éves gyerekek úttörő-szerű mozgalma volt; az első óvodásoknak szánt ideológiai töltetű szervezet a keleti blokkban.
A Haza Sólymai, a Șoimii Patriei magyar nyelvű társlapja 1980 januárjától jelent meg a kolozsvári Napsugár mellékleteként. A lap külső és belső munkatársainak névsora kevés kivétellel a Napsugáréval azonos; főszerkesztője Farkas János, képszerkesztője Soó Zöld Margit volt. A tartalmilag politikai cenzúrának alávetett gyermeklap rövid verseket és meséket tartalmazott, melyek leggyakoribb témája a munkára nevelés. 
Az 1989-es rendszerváltás után a lap utódja a Szivárvány, mely 1990. januárjától jelenik meg.